# 주장 (축구)

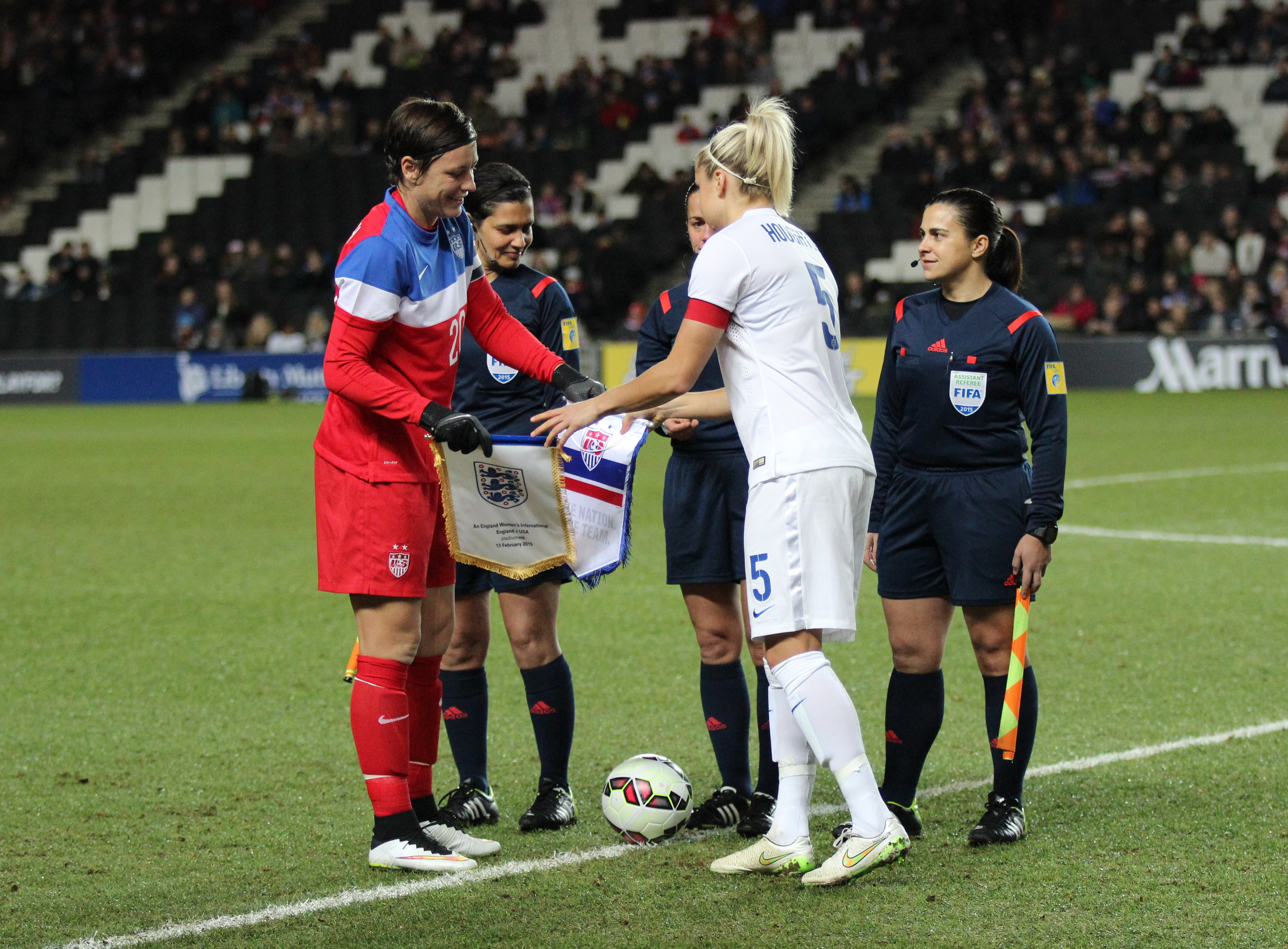
미국 주장 애비 웜백 (왼쪽, 빨간색)과 잉글랜드 주장 스테프 호턴 (오른쪽, 흰색)이 2015년 킥오프 전 악수하고 있다

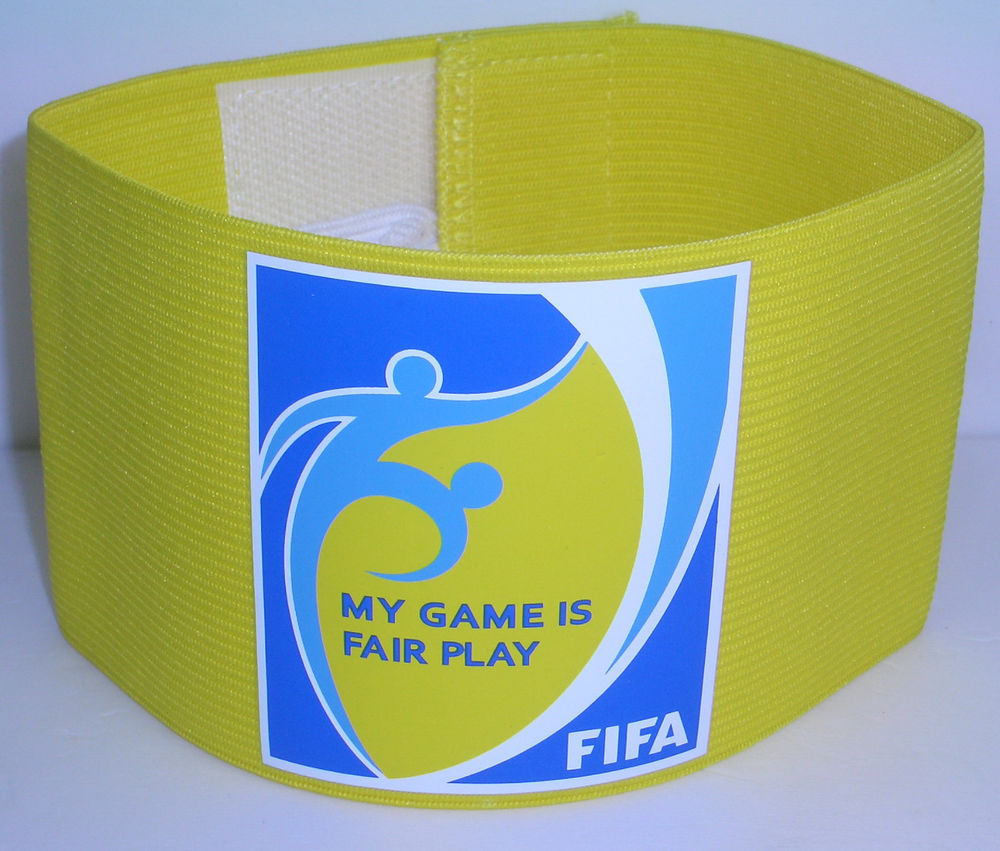
FIFA의 "나의 경기는 페어플레이" 슬로건이 인쇄된 주장 완장

축구팀의 주장(captain) 또는 스키퍼(skipper)는 팀의 온필드 리더로 선택된 팀원이다. 보통 스쿼드에서 나이가 많거나 경험이 많은 선수, 또는 경기에 큰 영향을 줄 수 있거나 리더십이 좋은 선수이다. 팀 주장은 보통 완장을 착용하여 식별된다. 2024/25년 개정된 경기 규칙에서는 각 팀에 주장이 있어야 하며, 각 주장은 이전에 전통적이었지만 의무는 아니었던 주장 완장을 착용해야 한다.

## 책임
경기 규칙에 명시된 주장의 유일한 공식 책임은 킥오프 전 (동전 던지기) (진영 선택 또는 킥오프 선택) 및 승부차기 전 동전 던지기에 참여하는 것이다. 주장은 규칙에 따라 심판의 결정에 이의를 제기할 특별한 권한이 없다. 그러나 심판은 필요할 때 팀의 일반적인 행동에 대해 주장의 의견을 들을 수 있다.
컵 대회 결승과 같은 경기 후 시상식에서 주장은 보통 팀을 이끌고 메달을 받는다. 팀이 우승한 트로피는 주장이 받으며, 주장이 처음으로 들어 올린다. 주장은 일반적으로 경기 시작 시 라커룸에서 팀을 이끌고 나온다. 주장에게는 라커룸을 관리하는 임무도 주어진다.
주장은 일반적으로 팀의 결집점이 된다. 사기가 저하될 때 팀의 사기를 높이는 것은 주장이 기대하는 역할이다.
주장은 특정 경기의 선발 라인업을 결정하는 데 감독과 함께 참여할 수 있다. 유소년 또는 아마추어 축구에서는 주장이 더 높은 수준에서 감독에게 위임되는 임무를 종종 맡는다.

## 클럽

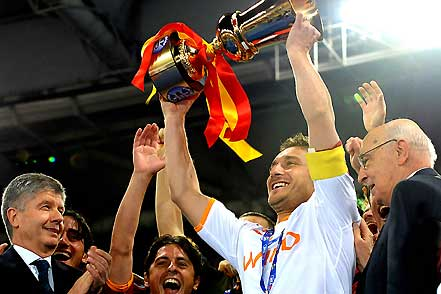
프란체스코 토티, 로마 주장, 코파 이탈리아를 들어 올리고 있다

클럽 주장은 일반적으로 시즌 동안 임명된다. 특정 경기에 출전할 수 없거나 선발되지 않거나 경기장을 떠나야 하는 경우 부주장이 비슷한 임무를 수행한다.
경기 주장은 팀이 우승할 경우 클럽 주장이 아니더라도 트로피를 가장 먼저 들어 올리는 선수이다. 좋은 예는 1999 UEFA 챔피언스리그 결승전에서 경기 주장인 페테르 슈마이켈이 맨체스터 유나이티드의 클럽 주장인 로이 킨이 출전 정지되어 트로피를 들어 올린 것이다. 2012 UEFA 챔피언스리그 결승전에서는 경기 주장인 프랭크 램퍼드 (부주장)가 출전 정지되었지만 UEFA의 허가를 받은 클럽 주장인 존 테리와 함께 첼시의 트로피를 공동으로 들어 올렸다.
클럽은 홍보 역할과 경기장에서의 소통 역할을 하는 두 가지 별개의 주장 역할을 지정할 수 있다. 맨체스터 유나이티드는 이러한 유형의 주장을 모두 가지고 있었다. 로이 킨은 1997년부터 2005년까지 선발 라인업에 항상 포함되었기 때문에 경기장 안팎에서 클럽 주장이었다. 그러나 그의 후계자 게리 네빌은 2005년부터 2010년까지 명목상 클럽 주장이었지만 부상으로 인해 1군 경기에 거의 출전하지 못했다. 그의 부재 시 다른 선수 (리오 퍼디난드 또는 부주장 라이언 긱스)가 경기장에서 팀을 이끌도록 선택되었으며, 2008년 (퍼디난드는 선발 라인업에 있었기 때문에 주장이었고, 긱스는 교체 선수였다) 및 2009 UEFA 챔피언스리그 결승전 결승전에서 각각 그러했다. 네빌이 2011년에 은퇴한 후, 주전 선수인 네마냐 비디치가 클럽 주장이 되었다.

### 부주장

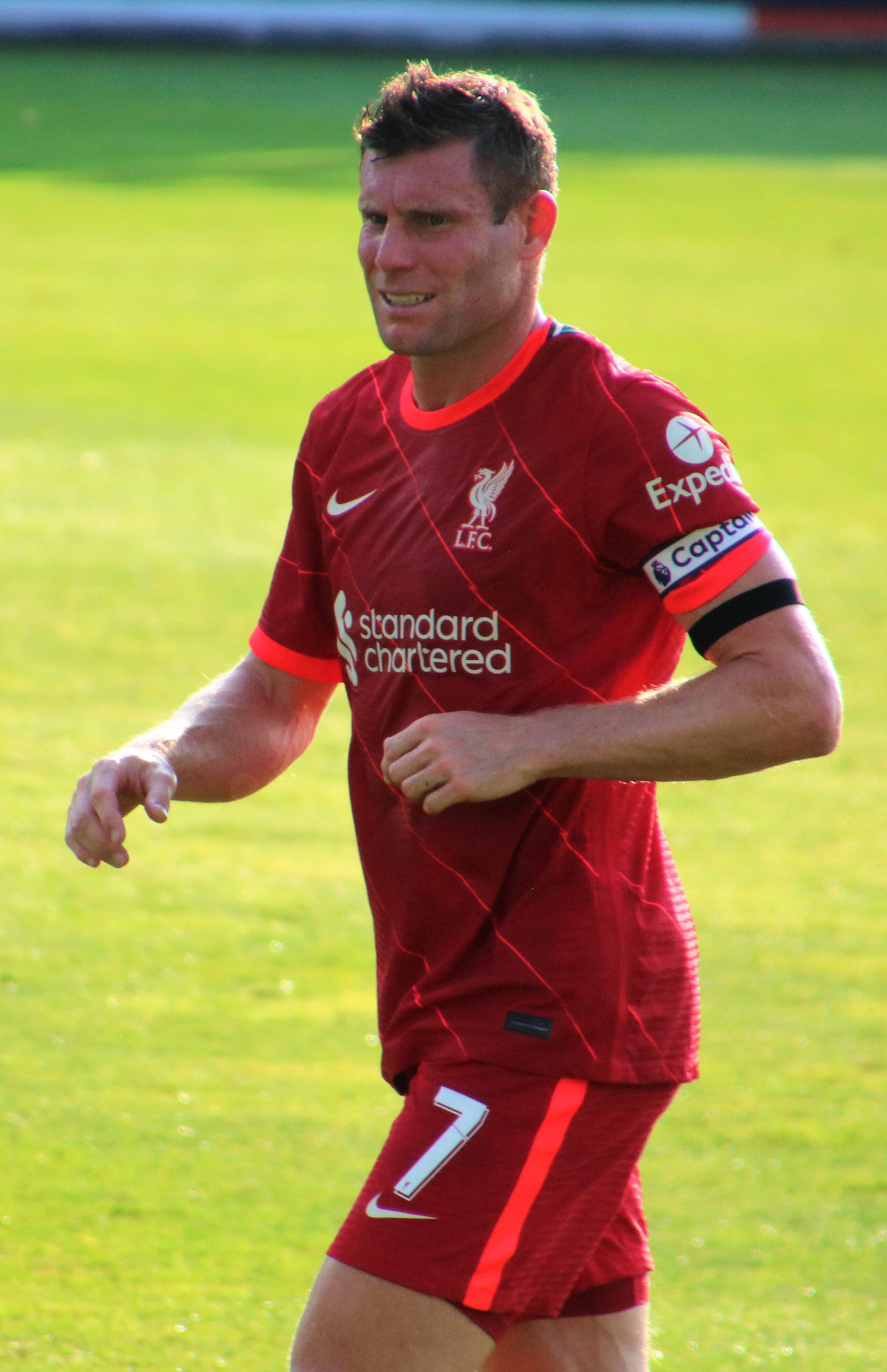
2015년부터 2023년까지 리버풀의 부주장이었던 제임스 밀너. 이미지에서 볼 수 있듯이, 부주장은 정규 주장이 선발 라인업에 포함되지 않거나 경기 도중 주장이 교체 또는 퇴장당했을 때 팀의 주장을 맡는다.

부주장(또는 보조 주장)은 클럽 주장이 선발 라인업에 포함되지 않거나 경기 도중 주장이 교체 또는 퇴장당했을 때 팀의 주장을 맡을 것으로 예상되는 선수이다. 예를 들어, 바르셀로나의 로날드 아라우호, 바이에른 뮌헨의 토마스 뮐러, 레알 마드리드의 다니 카르바할 등이 있다.
 마찬가지로 일부 클럽은 주장과 부주장 모두 출전할 수 없을 때 주장의 역할을 맡을 3번째 주장, 4번째 주장 또는 5번째 주장까지 지정하기도 한다. 예를 들어, 바르셀로나의 프렝키 더 용은 3번째 주장, 하파에우 지아스 벨롤리는 4번째 주장이었다. 2015–16 시즌에는 바르셀로나 페메니에 6명의 지명 주장이 있었다.

## 국가대표
1986년 FIFA 월드컵에서 브라이언 롭슨이 부상당하고 부주장 레이 윌킨스가 레드카드로 2경기 출전 정지를 받은 후, 피터 실턴이 나머지 토너먼트 동안 잉글랜드의 주장이 되었다.
남아프리카 공화국에서 열린 2010년 FIFA 월드컵 동안 독일은 세 명의 주장을 두었다. 미하엘 발라크는 2004년부터 국가대표팀의 주장이었으며, 2010년 월드컵 예선에서도 성공적으로 팀을 이끌었지만, 막판 부상으로 본선에는 출전하지 못했다. 필리프 람이 남아프리카 공화국에서 주장으로 임명되었지만, 독일의 마지막 경기에 출전하지 못하는 질병으로 인해 바스티안 슈바인슈타이거가 3위 결정전에서 팀을 이끌었다. 람은 발라크가 복귀해도 주장직을 포기하지 않겠다고 인터뷰에서 밝혀 약간의 논란을 일으켰고, 이에 올리버 비어호프 팀 매니저는 "필리프 람은 월드컵 주장이고 미하엘 발라크는 여전히 주장이다"라고 상황을 명확히 했다. 람은 발라크가 다시는 국가대표팀에 소집되지 않으면서 은퇴할 때까지 독일의 영구적인 주장이 되었다.

## 같이 보기
- 주장 (스포츠)